# Antonio Bioni
Antonio Bioni (ur. ok. 1698 w Wenecji, zm. po 1739 w Wiedniu) – włoski kompozytor i śpiewak barokowy, działający m.in. na terenie Śląska i Czech . 

## Życiorys
Był synem krawca z weneckiego Rialto. Uczył się muzyki u kompozytora Giovanniego Porty. W 1720 zadebiutował jako śpiewak w utworach swojego nauczyciela. Kontynuował swoją karierę występując na scenach włoskich (Chioggia, Ferrara, Wenecja) i zagranicznych (Baden-Baden) . 
W 1724 wraz z grupą teatru operowego udał się do Pragi w poszukiwaniu angażu. Przedstawił w rezydencji hrabiego Františka Antonína Šporka miejscowości Kuks w Czechach własną operę Orlando furioso która zyskała duże uznanie i została ponownie wystawiona w Pradze 23 października tegoż roku na inaugurację teatru hrabiego Šporka . W następnych latach aż do 1734 był aktywny jako kompozytor operowy we Wrocławiu, gdzie wystawił 24 swoje dzieła sceniczne. W niektórych sezonach operowych jednocześnie działał w teatrach operowych w Pradze, podróżując między obu miastami. 
Po 1734 wyjechał do Wiednia, gdzie wystawił operę Girita (1738). Dedykował też serenadę La pace fra la virtù e la bellezza (1739 do słów Pietra Metastasia przyszłej cesarzowej Marii Teresie, jednak utwór nigdy nie został wykonany .

## Wybrane kompozycje

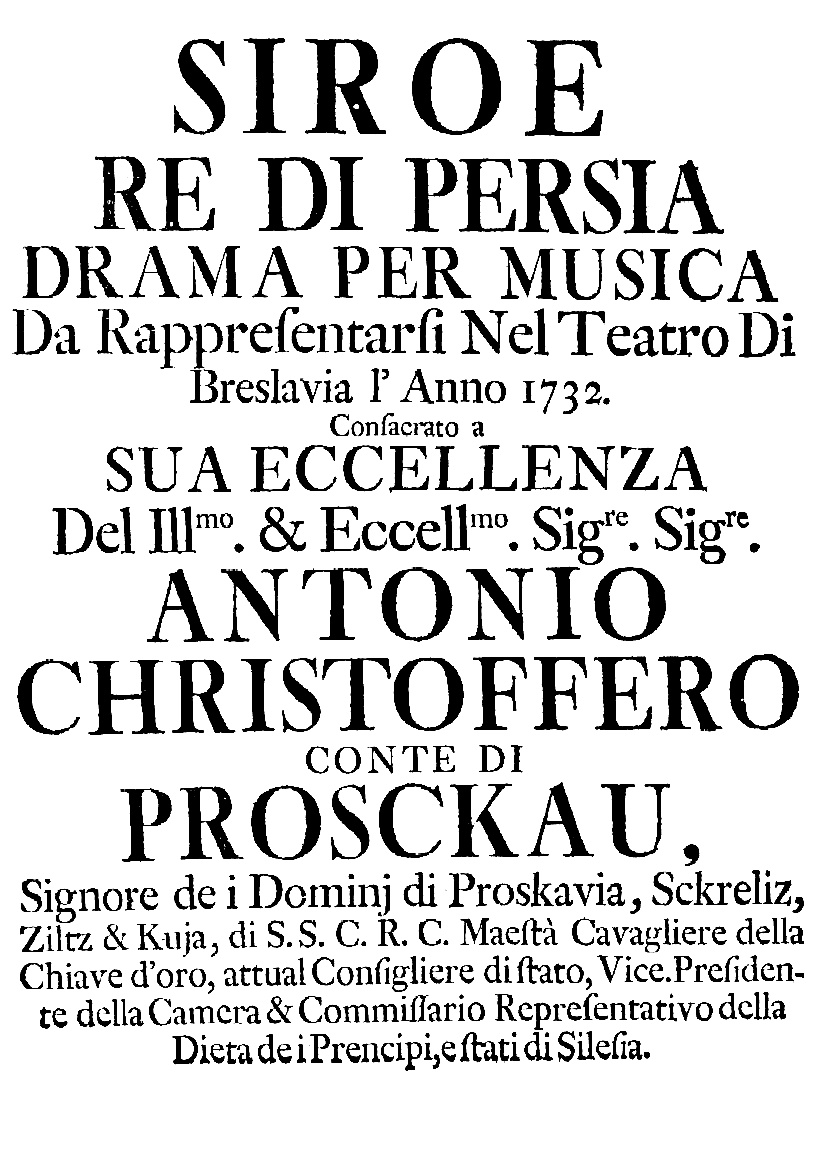
Strona tytułowa włoskiego libretta wystawionej i wydanej we Wrocławiu w 1732 opery Antonio Bioniego Siroe, re di Persia (Siroe, król Persji).

### Opery
- Climene (1722, Chioggia)
- Mitridate (1722, Ferrara)
- Cajo Mario (1722, Ferrara)
- Udine (1722, Wenecja)
- Orlando furioso (1724, Kuks)
- Armida abbandonata (1725, Praga)
- Armida al campo (1726, Wrocław)
- Endimione (1727, Wrocław)
- Lucio Vero (1727, Wrocław)
- Attalo ed Arsinoe (1727, Wrocław)
- Ariodante(1727, Wrocław)
- Filindo (1728, Wrocław)
- Artabano re de Parti (1728, Wrocław)
- Griselda (1728, Wrocław)
- Nissa ed Elpino (1728, Wrocław)
- Merope (1728, Wrocław)
- Arsinoe (1728, Wrocław)
- La fede tradita e vendicata (1729, Wrocław)
- Engelberta (1729, Wrocław)
- Andromaca (1729/30, Wrocław)
- Il ritorno del figlio con l'abito più approvato (1730, Praga) [wspólnie z  F. Mancinim i  M. Lucchinin]
- Ercole su'l Termodonte (1730, Wrocław)
- Adone (1731, Praga)
- Silvia (1732, Wrocław)
- Siroe (1732, Wrocław)
- Lucio Papirio (1732, Wrocław)
- La verità conosciuta (1732, Wrocław)
- Demetrio (1732, Wrocław)
- Issipile (1732, Wrocław)
- L'Odio placato (1733, Wrocław)
- Artaserse (1733, Wrocław)
- Alessandro Severo (1733, Wrocław)
- Alessandro nell'Indie (1733, Wrocław)
- Girita (1738, Wiedeń)

### Inne utwory
- Msza D-dur na 4 głosy, dwoje skrzypiec, altówkę, obój i organy (Messa in re maggiore per 4 voci, 2 violini, viola, oboe e organo)
- Serenada (1732, Wrocław)
- 3 arie na głos solowy z towarzyszeniem instrumentów
- 2 duety na dwa głosy i basso continuo
- Aria per głos solowy, dwoje skrzypiec, altówkę, obój i organy
- Uwertura D-dur